# Distel Zola
Distel Zola (Parigi, 5 febbraio 1989) è un ex calciatore francese naturalizzato congolese (Repubblica Democratica del Congo), di ruolo centrocampista.

## Carriera

### Club
Cresciuto nelle giovanili del Monaco, club con il quale disputerà 5 stagioni nella squadra B, si trasferisce dapprima al Laval e poi Al Nancy nel 2012, dove raccoglie 8 presenze in Ligue 1. Aggregatosi al Le Havre l'estate successiva, sceglierà Châteauroux come meta a partire dalla stagione 2014-2015,

### Nazionale
Zola ha rappresentato diverse nazionali giovanili della Francia (dall'Under-16 all'Under-19), prima di essere naturalizzato congolese e di esordire con la maglia della nuova nazionale nel 2010.